# Extraterritorialidade
Extraterritorialidade em direito internacional é o estado de ser isento da jurisdição da lei local, geralmente como resultado de negociações diplomáticas. A extraterritorialidade também pode ser aplicada a lugares físicos, tais como embaixadas estrangeiras, bases militares de países estrangeiros ou escritórios das Nações Unidas.
Pela extraterritorialidade, um prédio ou terreno em um país estrangeiro é considerado uma extensão do próprio país, como embaixadas, consulados, bases militares e em certos aspectos navios. Na verdade, não envolve a conversão para todos os fins deste território como uma extensão do próprio país, mas é livre para fins jurisdicionais da aplicação da lei do país em que está localizado.
Por esta definição, para os fins legais esses locais estão isentos da lei do Estado em cujo território ou águas se encontram, sendo apenas obrigados a cumprir a legislação de seu país de origem ou internacional ou a de aceitação mútua.
Os três casos mais comuns e internacionalmente aceites referem-se às pessoas e bens de estados e entidades soberanas estrangeiras, embaixadores e outros agentes diplomáticos, navios oficiais em águas estrangeiras.